# Mexicana Universal Aguascalientes
Mexicana Universal Aguascalientes (hasta 2016 llamado Nuestra Belleza Aguascalientes) es un concurso a nivel estatal en el estado Aguascalientes, México, que selecciona a la representante estatal rumbo al certamen nacional Mexicana Universal (antes llamado Nuestra Belleza México), aspirando así a representar al país a nivel internacional en alguna de las plataformas que se ofrecen.
La organización estatal ha logrado los siguientes resultados desde 1994:
- Ganadoras: 2 (2011, 2014)
- 1.ª Finalista: 2 (1994, 2010)
- 2.ª Finalista: 1 (2013)
- 3.ª Finalista: 1 (2016)
- 4.ª Finalista: 1 (2012)
- 5.ª Finalista: 1 (1997)
- Top 10/11/12: 5 (1999, 2003, 2010, 2011, 2015)
- Top 15/16: 5 (1995, 2008, 2009, 2021, 2022)
- Top 20/21: 1 (2005)
- Sin clasificación: 11 (1996, 1998, 2001, 2002, 2004, 2006, 2007, 2017, 2018, 2019)
- Ausencias: 1 (2000)

#### Reinas Nacionales
- Karla Berumen - Mexicana Hispanoamericana 2017 (Designada)
- Wendolly Esparza - Nuestra Belleza México 2014
- Vianey Vázquez - Nuestra Belleza Internacional México 2014 (Designada)
- Karina González - Nuestra Belleza México 2011
- Gabriela Palacio - Nuestra Belleza Mundo México 2010 (Designada)
- Gabriela Palacio - Nuestra Belleza Internacional México 2010 (Designada)
- Patricia Amador - Nuestra Belleza Internacional México 1997 (Designada)

## Reinas Titulares
A continuación se presentan los nombres de las ganadoras anuales de Mexicana Universal Aguascalientes, enumeradas en orden ascendente, así como los resultados obtenidos durante el certamen nacional de Mexicana Universal. Así mismo se destacan en algún color las reinas estatales que representaron al país en alguna franquicia actual o que tuvo la organización nacional a través de los años.
| Franquicias actuales: - Compitió en Miss International. - Compitió en Miss Grand International. - Compitió en Miss Charm. - Compitió en Reina Hispanoamericana. - Compitió en Miss Orb International. - Compitió en Nuestra Latinoamericana Universal. | Antiguas franquicias: - Compitió en Miss Universe. - Compitió en Miss World. - Compitió en Miss Continente Americano. - Compitió en Miss Costa Maya International. - Compitió en Miss Atlántico Internacional. - Compitió en Miss Verano Viña del Mar. - Compitió en Reina de la Atlantida. - Compitió en Reina Internacional del Café. - Compitió en Reina Internacional de las Flores. - Compitió en Señorita Continente Americano. - Compitió en Nuestra Belleza Internacional. |

| Año                                                                             | Reina Titular                                                                           | Originaria                                                                              | Clasificación                                                                           | Premio Especial                                                                         | Notas |
| 2025                                                                            | Mónica López Orozco                                                                     | Aguascalientes                                                                          | Por Participar                                                                          |                                                                                         | - Reina de la Uva 2023 - Nació en Jalisco |
| 2024                                                                            | Debido a cambios en las fechas del certamen nacional, no hubo elección estatal este año | Debido a cambios en las fechas del certamen nacional, no hubo elección estatal este año | Debido a cambios en las fechas del certamen nacional, no hubo elección estatal este año | Debido a cambios en las fechas del certamen nacional, no hubo elección estatal este año | Debido a cambios en las fechas del certamen nacional, no hubo elección estatal este año |
| 2023                                                                            | Elizabeth de Alba Ruvalcaba                                                             | Aguascalientes                                                                          | No Compitió                                                                             | -                                                                                       | - 2.ª Finalista en Miss Grand México 2020 - Top 15 en Top Model of the World 2019 - Top Model of the World México 2019 - Compitió en Miss México 2019 - 3.ª Finalista en Miss Grand México 2019 - Miss Aguascalientes 2018                       |
| 2022                                                                            | Nancy Deyanira Gutiérrez Aviña                                                          | Aguascalientes                                                                          | Top 16                                                                                  | -                                                                                       | - |
| 2021                                                                            | Alejandra Parada López                                                                  | Aguascalientes                                                                          | Top 15                                                                                  | -                                                                                       | - |
| 2020                                                                            | Debido a la contingencia por la pandemia Covid-19, no hubo elección estatal este año    | Debido a la contingencia por la pandemia Covid-19, no hubo elección estatal este año    | Debido a la contingencia por la pandemia Covid-19, no hubo elección estatal este año    | Debido a la contingencia por la pandemia Covid-19, no hubo elección estatal este año    | Debido a la contingencia por la pandemia Covid-19, no hubo elección estatal este año |
| 2019                                                                            | Sandra Pamela Barrera Medel                                                             | Aguascalientes                                                                          | -                                                                                       | -                                                                                       | - Reina de la Feria Nacional de San Marcos 2018 |
| 2018                                                                            | Martha Daniela Landín Camarillo                                                         | Aguascalientes                                                                          | -                                                                                       | -                                                                                       | - Compitió en Miss Universe Mexico 2024 - Miss Universe Aguascalientes 2024 - Compitió en Miss Tierra 2023 - Miss Earth México 2023 - Miss Earth Aguascalientes 2023 - Princesa de la Feria Nacional de San Marcos 2018                          |
| 2017                                                                            | María Sareth Carranza Martín                                                            | Aguascalientes                                                                          | -                                                                                       | -                                                                                       | - |
| Hasta el año 2016 el titulo estatal fue nombrado Nuestra Belleza Aguascalientes |                                                                                         |                                                                                         |                                                                                         |                                                                                         | |
| 2016                                                                            | Karla María López Berumen                                                               | Aguascalientes                                                                          | 3.ª Finalista                                                                           | -                                                                                       | - 3.ª Finalista en Reina Hispanoamericana 2017 - Mexicana Hispanoamericana 2017 - Compitió en Reina de la Feria Nacional de San Marcos 2016 - Compitió en Teen Universe México 2014 - Teen Universe Aguascalientes 2014                          |
| 2015                                                                            | María Gabriela Martín del Campo Bonilla                                                 | Aguascalientes                                                                          | Top 10                                                                                  | -                                                                                       | - |
| 2014                                                                            | Wendolly Esparza Delgadillo                                                             | Aguascalientes                                                                          | Nuestra Belleza México                                                                  | Miss Deportes                                                                           | - Top 15 en Miss Universo 2015 - Compitió en Reina de la Feria Nacional de San Marcos 2014 - Primera Mexico-americana nacida en Evanston, Illinois                                                                                               |
| 2013                                                                            | Vianey del Rosario Vázquez Ramírez                                                      | Aguascalientes                                                                          | 2.ª Finalista                                                                           | Camino al Éxito                                                                         | - Reina de la Feria Nacional de San Marcos 2019 - 2.ª Finalista en Miss F1 México 2015 - Top 10 en Miss Internacional 2014 - Nuestra Belleza Internacional México 2014 - 1.ª Finalista en Nuestra Belleza Aguascalientes 2012 - Nació en Jalisco |
| 2012                                                                            | Jéssica Amor Mendoza                                                                    | Aguascalientes                                                                          | 4.ª Finalista                                                                           |                                                                                         | - Compitió en Miss F1 México 2015 - Reina de la Feria Nacional de San Marcos 2014 |
| 2011                                                                            | Laura Karina González Muñoz                                                             | Aguascalientes                                                                          | Nuestra Belleza México                                                                  | Miss Talento Camino al Éxito                                                            | - Top 10 en Miss Universo 2012 - Reina de la Feria Nacional de San Marcos 2010 |
| 2010                                                                            | Estefanía Herrera García                                                                | Aguascalientes                                                                          | Top 10                                                                                  | -                                                                                       | - Princesa de la Feria Nacional de San Marcos 2010 - Hermana de Kimberley Herrera Nuestra Belleza Aguascalientes 2008 |
| 2009                                                                            | Abigail González Márquez                                                                | Aguascalientes                                                                          | Top 15                                                                                  |                                                                                         | - Princesa de la Feria Nacional de San Marcos 2009 |
| 2008                                                                            | Kimberley Sugey Herrera García                                                          | Aguascalientes                                                                          | Top 15                                                                                  | -                                                                                       | - Reina de la Feria Nacional de San Marcos 2008 - Hermana de Estefanía Herrera Nuestra Belleza Aguascalientes 2010 |
| 2007                                                                            | Paulina Talamantes Chávez                                                               | Aguascalientes                                                                          | -                                                                                       | -                                                                                       | - |
| 2006                                                                            | María Alicia Pérez Estrada                                                              | Aguascalientes                                                                          | -                                                                                       | -                                                                                       | - |
| 2005                                                                            | Vanessa Castro Delgado                                                                  | Aguascalientes                                                                          | Top 20                                                                                  | -                                                                                       | - |
| 2004                                                                            | Yolanda Carolina Berumen Ramírez                                                        | Aguascalientes                                                                          | -                                                                                       | -                                                                                       | - |
| 2003                                                                            | Liliana Leticia Bejarano González                                                       | Aguascalientes                                                                          | Top 10                                                                                  | -                                                                                       | - |
| 2002                                                                            | Mariel Ramírez Pérez                                                                    | Aguascalientes                                                                          | -                                                                                       | -                                                                                       | - Princesa de la Feria Nacional de San Marcos 2001 |
| 2001                                                                            | María Isabel Gutiérrez Velasco                                                          | Calvillo                                                                                | -                                                                                       | -                                                                                       | - Reina de la Feria Nacional de la Guayaba 1999 |
| 2000                                                                            | No se envió candidata este año                                                          | No se envió candidata este año                                                          | No se envió candidata este año                                                          | No se envió candidata este año                                                          | No se envió candidata este año |
| 1999                                                                            | Ivette Jasmine Roque Ruvalcaba                                                          | Aguascalientes                                                                          | Top 10                                                                                  | -                                                                                       | - |
| 1998                                                                            | Cecilia Colombe Gutiérrez Reyes                                                         | Aguascalientes                                                                          | -                                                                                       | -                                                                                       | - |
| 1997                                                                            | María Patricia Amador Luján                                                             | Aguascalientes                                                                          | 5.ª Finalista                                                                           | -                                                                                       | - Compitió en Nuestra Belleza Internacional 1997 - Nuestra Belleza Internacional México 1997 - Reina de la Feria Nacional de San Marcos 1994 |
| 1996                                                                            | María del Pilar Magallanes Pérez                                                        | Aguascalientes                                                                          | -                                                                                       | -                                                                                       | - Princesa de la Feria Nacional de San Marcos 1996 |
| 1995                                                                            | Leticia Soria Mireles                                                                   | Aguascalientes                                                                          | Top 16                                                                                  | -                                                                                       | - |
| 1994                                                                            | Yadhira Carrillo Villalobos                                                             | Aguascalientes                                                                          | 1.ª Finalista                                                                           | -                                                                                       | - Reina del Carnaval de Carolina del Norte 2006 |

## Concursantes designadas
A partir del año 2000, se abrió la posibilidad de que los estados de la República tuvieran más de una candidata, esto como consecuencia de que algunos estados no enviaran candidatas por alguna razón. Las siguientes concursantes de Aguascalientes fueron invitadas a competir en el certamen nacional junto con la reina titular, obteniendo en algunos casos mejores resultados.

| Año  | Reina Titular                        | Originaria     | Clasificación | Premio Especial | Notas |
| 2011 | Gabriela Elizabeth Delgado Rodríguez | Aguascalientes | Top 10        | -               | - 1.ª Finalista de Nuestra Belleza Aguascalientes 2011 |
| 2010 | Gabriela Palacio Díaz de León        | Aguascalientes | 1.ª Finalista | -               | - Compitió en Miss Mundo 2011 - Nuestra Belleza Mundo México 2010 - Compitió en Miss Internacional 2010 - Nuestra Belleza Internacional México 2010 - 1.ª Finalista de Nuestra Belleza Aguascalientes 2010 - Reina de la Feria Nacional de San Marcos 2009 |
| 2006 | Ana Paulina Parga Padilla            | Aguascalientes | -             | -               | - 1.ª Finalista de Nuestra Belleza Aguascalientes 2006 |